# Sambeng (Bantarbolang)
Sambeng is een bestuurslaag in het regentschap Pemalang van de provincie Midden-Java, Indonesië. Sambeng telt 2018 inwoners (volkstelling 2010).